# Comuna de Radłów
Radłów (polaco: Gmina Radłów) é uma gminy (comuna) na Polónia, na voivodia de Pequena Polónia e no condado de Tarnowski. A sede do condado é a cidade de Radłów.
De acordo com os censos de 2004, a comuna tem 9707 habitantes, com uma densidade 112,8 hab/km².

## Área
Estende-se por uma área de 86,02 km², incluindo:
- área agricola: 71%
- área florestal: 16%

## Demografia
Dados de 30 de Junho 2004:
|                      | Total   | Total | Mulheres | Mulheres | Homens  | Homens |
| -------------------- | ------- | ----- | -------- | -------- | ------- | ------ |
|                      | pessoas | %     | pessoas  | %        | pessoas | %      |
| População            | 9707    | 100   | 4945     | 50,9     | 4762    | 49,1   |
| Densidade (pop./km²) | 112,8   | 100   | 57,5     | 57,5     | 55,4    | 55,4   |

De acordo com dados de 2002, o rendimento médio per capita ascendia a 1262,2 zł.

## Subdivisões
- Biskupice Radłowskie, Brzeźnica, Glów, Łęka Siedlecka, Marcinkowice, Niwka, Przybysławice, Radłów, Sanoka, Siedlec, Wał-Ruda, Wola Radłowska, Zabawa, Zdrochec.

## Comunas vizinhas
- Borzęcin, Szczurowa, Wierzchosławice, Wietrzychowice, Żabno